# Žbince
Žbince – wieś (obec) na Słowacji położona w kraju koszyckim, w powiecie Michalovce. Pierwsze wzmianki o miejscowości pochodzą z roku 1221. 
Według danych z dnia 31 grudnia 2012, wieś zamieszkiwało 975 osób, w tym 487 kobiet i 488 mężczyzn.
W 2001 roku rozkład populacji względem narodowości i przynależności etnicznej wyglądał następująco:
- Słowacy – 88,55%
- Czesi – 0,21%
- Romowie – 6,68%
- Węgrzy – 0,32%

Ze względu na wyznawaną religię struktura mieszkańców kształtowała się w 2001 roku następująco:
- Katolicy rzymscy – 78,58%
- Grekokatolicy – 16,22%
- Ewangelicy – 0,21%
- Prawosławni – 1,17%
- Ateiści – 0,53%
- Nie podano – 2,86%